# 阿塔尔费
阿塔尔费，是西班牙安达卢西亚自治区格拉纳达省的一个市镇。总面积47平方公里，2001年普查人口總數為11151人，人口密度為每平方公里237人。